# Grete Popper
Grete Popper (tschechisch Markéta Popperová; * 5. September 1897 in Prag; † 4. November 1976 in Krásná Lípa) war eine deutsche Fotografin im Prag der 1930er-Jahre.
Grete Popper ist die einzige bisher bekannte Fotografin der deutschen Kulturszene im Prag der Zwischenkriegszeit. Sie hatte eine Vorliebe für ungewöhnliche Blickwinkel und besondere Licht- und Schattensituationen. Ihr Werk kann dem Neuen Sehen zugerechnet werden.
Sie war im Klub deutscher Amateurphotographen, Prag, und ein anerkanntes Mitglied der britischen Royal Photographic Society, London.